# مولي كوين
مولي كوين (بالإنجليزية: Molly Quinn)‏ مواليد 8 أكتوبر 1993 في تكساس، الولايات المتحدة، هي ممثلة أمريكية بدأت مسيرتها الفنية عام 2007.

## الأعمال

### أفلام
- أنشودة عيد الميلاد
- المرة الأولى
- نحن الميلارز

## روابط خارجية
- مولي كوين على موقع IMDb (الإنجليزية)
- مولي كوين على موقع روتن توميتوز (الإنجليزية)
- مولي كوين على موقع ألو سيني (الفرنسية)
- مولي كوين على موقع تيرنر كلاسيك موفيز (الإنجليزية)
- مولي كوين على موقع أول موفي (الإنجليزية)
- مولي كوين على موقع قاعدة بيانات الأفلام السويدية (السويدية)
- مولي كوين على موقع قاعدة بيانات الفيلم (الإنجليزية)
- مولي كوين على موقع كينوبويسك (الروسية)